# José María Mellado
José María Mellado Martínez (* 1966 in Almería, Spanien) ist ein spanischer Fotograf und Autor.

## Leben
Mellado ist seit den 1990er Jahren als Fotograf tätig und wurde laut eigenen Aussagen von Fotografinnen wie Isabel Muñoz und Ouka Leele beeinflusst. Er hat sich als Landschaftsfotograf international einen Namen gemacht. 2015 gab er im Rahmen der Encuentros Fotograficos del Mediterráneo an der Fakultät der Künste der Universität Granada einen Kurs zu den Themen Technik und Stil mit anschließender Diskussion. Seine Bücher befassen sich unter anderem mit der digitalen Fotografie als Kunstform.
Mellado war fünf Jahre lang Präsident der Real Sociedad Fotográfica, der Spanischen Fotografischen Gesellschaft.

## Veröffentlichungen
- 2005: Fotografía Digital de Alta Calidad, Editorial Artual. In revidierter Auflage 2010 erneut erschienen.
- 2005: noXido, Texte von Carolina Cerrato Díaz und Catherine Coleman.
- 2007: Islandia - Iceland - Island, Texte von Miguel Fernández-Cid und Manual Santos.
- 2011: Fotografía de alta calida. CS5.

## Ausstellungen
- 2005: noXido, Galería Tomás March, Valencia, Spanien.
- 2008: Gemeinschaftsausstellung: Fotografia Española Contemporánea, Kulturhuset, Stockholm, Schweden.
- 2010: Paisaje. El eterno retorno, Galeria Tomás March, Valencia, Spanien
- 2012: Gemeinschaftsausstellung: Im Schein des Unendlichen, Altana-Kulturstiftung, Sinclair-Haus, Bad Homburg.
- 2012: Gemeinschaftsausstellung: Islandia, Fineart Igualada, Katalonien, Spanien.